# 時枝誠記
時枝 誠記（ときえだ もとき、1900年〈明治33年〉12月6日 - 1967年〈昭和42年〉10月27日）は、日本の国語学者。学位は、文学博士（東京帝国大学・論文博士・1943年）（学位論文「言語過程説の成立とその展開」）。東京大学名誉教授。

## 生涯
横浜正金銀行サンフランシスコ支店長を務めた時枝誠之の子として東京神田に生まれる。
暁星中学校、第六高等学校（現・岡山大学）を経て、1925年に東京帝国大学文学部国文科を卒業。卒業論文は「日本に於ける言語意識の発達及び言語研究の目的と其の方法」。1943年に学位論文「言語過程説の成立とその展開」で東京帝国大学より文学博士の学位を取得。 
1925年に旧制第二東京市立中学校（現・東京都立上野高等学校）教諭。1927年に京城帝国大学助教授、同年末に語学研究法研究を目的にイギリス・ドイツ・フランス・アメリカの各国を留学。1929年に帰任、間もなくして結婚。1933年に京城帝国大学教授、1943年に東京帝国大学文学部国語学国文学第一講座教授。
1948年に国立国語研究所評議員、1949年に国語審議会委員、1954年に国語学会代表理事。1961年に東京大学を定年退官して同大名誉教授となり、早稲田大学教授に就任。墓所は青山霊園。

## 業績
明治以前の国語学史の検討から欧州言語学への批判研究を進め、「言語過程説」と呼ばれる独自の学説を建設し、近代国語学の分野に新たな展開をもたらした。これらの成果に基づいて形成した国語学は「時枝国語学」として有名で、これに基づいた文法理論は「時枝文法」として知られている。また、言語教育を基とする国語教育の振興や戦後の国語学界の再建にも尽力した。
時枝の言語観は、思想・哲学・文学・演劇などの各界にも及んでいる。イデオロギーに依らない保守思想、演劇思想などを展開した福田恆存の言語体系に影響を与えた事が指摘されている。また、ソビエト連邦の言語政策への言及から、三浦つとむを通して吉本隆明に影響を与えた事が知られている。さらに実存主義と構造主義の対立期には、ソシュールに対応したことにより、対抗理論と位置付ける動きが見られている。

### 研究の分野
当時の国語学は、歴史的かつ文献学的な研究が主流であったが、時枝自身は、言語理論の研究に真正面から取り組んだ。時枝は幕末以後における日本語の捉え方が、日本に伝来した西欧の言語観に基づいていることに不満を感じ、明治以前の国語学者における態度や意識について探索することを、己の研究の出発点として、日本語独自の見方を求めていったのである。その研究は実証的研究というよりも、基本的理論を樹立するという方向にあるため、研究分野は国語学のほぼ全領域にまたがる。また、東大を退官した後、時枝は「言語生活史」の体系的記述を企図していたが、本人が早世したことにより中絶された。

### 言語観
時枝は生涯を通して、ソシュールの言語観を「『言語構成観』に基づく言語理論である」と批判した。そして、それに対立する命題として「言語過程説」を位置づけると同時に、これこそが日本の伝統的な言語観であることを主張した。時枝の指摘するソシュールの言語観に対する理解の在り方については議論があり、それぞれの言語観に関する比較研究もなされているほか、「言語過程説にはフッサールの現象学の影響が垣間見える」として、日本における現象学受容史の枠組みで捉えられることもある。

## 朝鮮における時枝
時枝は植民地朝鮮の日本語普及にも関与し、皇民化政策の時期には「韓国併合という歴史的な一大事実」の完成を名目として、朝鮮人に対し朝鮮語の完全なる廃棄と日本語の母語化を求め、さらにその具体的な方策として朝鮮人女性への日本語教育を重点的に行うことを訴えた。安田敏朗は時枝の弟子の中に朝鮮における皇民化教育に関与した森田梧郎がいたと記している。

## 栄典
1967年（昭和42年）10月27日 - 正四位、勲二等瑞宝章

## 著述

### 書籍

#### 単著
- 「岩波講座 日本文学 国語学史」岩波書店 1933年
  - 『国語学史』岩波書店、1940年12月。 NCID BN0196111X。全国書誌番号:46024179。
  - 『国語学史』岩波書店、1944年3月。 NCID BB1225659X。全国書誌番号:52011605。
  - 『国語学史』岩波書店〈岩波文庫〉、2017年10月。ISBN 9784003815045。 NCID BB24669134。全国書誌番号:22971424。
- 『国語学原論 言語過程の成立とその展開』岩波書店、1941年12月。 NCID BN01776956。全国書誌番号:46024123。
  - 『国語学原論』 上、岩波書店〈岩波文庫〉、2007年3月。ISBN 9784003815014。 NCID BA81203540。全国書誌番号:21215170。
  - 『国語学原論』 下、岩波書店〈岩波文庫〉、2007年4月。ISBN 9784003815021。 NCID BA81203540。全国書誌番号:21228305。
- 『国語研究法』三省堂、1947年9月。 NCID BN11544571。全国書誌番号:46024220。
  - 『国語学への道』（改題補訂版）三省堂、1957年10月。 NCID BN03504287。全国書誌番号:57003615。
- 『国語問題と国語教育』中等学校教科書、1949年11月。 NCID BN08631088。
  - 『国語問題と国語教育』（増訂版）中教出版、1961年10月。 NCID BN09750876。全国書誌番号:62000161。
- 『古典解釈のための日本文法』至文堂〈日本文学教養講座 第14巻〉、1950年12月。 NCID BN11397036。全国書誌番号:51000334。
  - 『古典解釈のための日本文法』（増訂版）至文堂、1959年6月。 NCID BN02924378。全国書誌番号:59008873。
  - 『古典解釈のための日本文法』（増訂版）至文堂、1979年6月。 NCID BN11634845。全国書誌番号:79021733。
- 『日本文法』 ［第1］（口語篇）、岩波書店〈岩波全書 114〉、1950年。 NCID BN0065734X。全国書誌番号:55008988。
  - 『日本文法』 口語篇（改版）、岩波書店〈岩波全書 114〉、1978年3月。 NCID BN02367340。全国書誌番号:79007690。
  - 『日本文法』 口語篇（改版）、岩波書店〈岩波全書セレクション〉、2005年11月。ISBN 9784000218788。 NCID BA74447716。全国書誌番号:20948644。
  - 『日本文法』 口語篇・文語篇、講談社〈講談社学術文庫〉、2020年3月。ISBN 9784065190098。 NCID BB29893689。全国書誌番号:23355380。
- 『日本文法』 ［第2］（文語篇 上代・中古）、岩波書店〈岩波全書 183〉、1954年。 NCID BN0065734X。全国書誌番号:55008989。
  - 『日本文法』 上代・中古 文語篇、岩波書店〈岩波全書セレクション〉、2005年11月。ISBN 4000218794。 NCID BA74447716。全国書誌番号:20948647。
  - 『日本文法』 口語篇・文語篇、講談社〈講談社学術文庫〉、2020年3月。ISBN 9784065190098。 NCID BB29893689。全国書誌番号:23355380。
- 『国語教育の方法』習文社〈これからの国語教育のために 1〉、1954年4月。 NCID BN09747725。全国書誌番号:54003024。
  - 『国語教育の方法』（改稿版）有精堂出版、1963年6月。 NCID BN04603783。全国書誌番号:63009028。
  - 『改稿 国語教育の方法』（新装版）有精堂出版、1987年8月。ISBN 9784640302137。 NCID BN04603783。全国書誌番号:88032016。
- 『国語学原論 言語過程の成立とその展開』 続編、岩波書店、1955年6月。 NCID BN01776956。全国書誌番号:55000761。
  - 『国語学原論』 続篇、岩波書店〈岩波文庫〉、2008年3月。ISBN 9784003815038。 NCID BA81203540。全国書誌番号:21404239。
- 『現代の国語学』有精堂出版〈国語国文学体系〉、1956年12月。 NCID BN03504356。全国書誌番号:57000437。
- 『文章研究序説』山田書院、1960年9月。 NCID BN0533088X。全国書誌番号:60011383。
- 『国語問題のために 国語問題白書』東京大学出版会、1962年4月。 NCID BN09066772。全国書誌番号:62005361。
- 『時枝言語学入門・国語学への道 附現代の国語学ほか』書肆心水、2018年7月。ISBN 9784906917815。 NCID BB2675127X。全国書誌番号:23102525。
- 『時枝誠記論文選 言語過程説とは何か』書肆心水、2018年8月。ISBN 9784906917822。 NCID BB26767451。全国書誌番号:23102535。

#### 共著
- 時枝誠記、増淵恒吉『古典の解釈文法』至文堂、1953年5月。 NCID BN07540340。全国書誌番号:53003948。

#### 編集
- 『徒然草総索引』至文堂、1955年8月。 NCID BN01690125。全国書誌番号:55008909。
  - 『徒然草総索引』（改訂版）至文堂、1967年6月。 NCID BN01649948。全国書誌番号:67004637。
- 『例解国語辞典』中教出版、1956年2月。 NCID BN05340952。全国書誌番号:56002938。
- 『学習国語辞典』文英堂、1969年11月。全国書誌番号:21076627。
- 『くわしい小学国語辞典』文英堂〈シグマベスト〉、1987年1月。全国書誌番号:87041913。
  - 『くわしい小学国語辞典』（3訂新版）文英堂〈シグマベスト〉、1987年1月。ISBN 9784578150077。 NCID BA32139208。全国書誌番号:92059385。
  - 『小学国語辞典』（第4版）文英堂〈シグマベスト〉、2002年3月。ISBN 9784578130819。 NCID BA61167535。全国書誌番号:20477950。
  - 『小学国語辞典』（第5版）文英堂〈シグマベスト〉、2011年3月。ISBN 9784578219033。 NCID BB12708126。

#### 共編
- 時枝誠記・恩田逸夫 編『国語』中教出版、1952年。 NCID BA69962509。
- 時枝誠記・吉田精一 編『角川国語大辞典』角川書店、1973年12月。 NCID BN01739133。
- 角川国語中辞典 (1981年)
- 時枝誠記・吉田精一 編『角川国語大辞典』角川書店、1982年12月。 NCID BN02202001。全国書誌番号:83015546。
  - 時枝誠記・吉田精一 編『角川国語大辞典』（蔵書版）角川書店、1983年1月。 NCID BN04427115。全国書誌番号:83019350。

#### 監修
- 国語教育のための国語講座
  - 熊沢龍・倉沢栄吉・阪倉篤義・永野賢・滑川道夫・増淵恒吉 編『言語の本質と国語教育』西尾実・時枝誠記監修、朝倉書店〈国語教育のための国語講座 第1巻〉、1958年6月。 NCID BN04834480。全国書誌番号:48007080。
  - 熊沢龍・倉沢栄吉・阪倉篤義・永野賢・滑川道夫・増淵恒吉 編『音声の理論と教育』西尾実・時枝誠記監修、朝倉書店〈国語教育のための国語講座 第2巻〉、1958年10月。 NCID BN04834742。全国書誌番号:。
  - 熊沢龍・倉沢栄吉・阪倉篤義・永野賢・滑川道夫・増淵恒吉 編『表記法の理論と教育』西尾実・時枝誠記監修、朝倉書店〈国語教育のための国語講座 第3巻〉、1958年7月。 NCID BN04834913。全国書誌番号:48007082。
  - 熊沢龍・倉沢栄吉・阪倉篤義・永野賢・滑川道夫・増淵恒吉 編『語彙の理論と教育』西尾実・時枝誠記監修、朝倉書店〈国語教育のための国語講座 第4巻〉、1958年4月。 NCID BN02481765。全国書誌番号:48007083。
  - 熊沢龍・倉沢栄吉・阪倉篤義・永野賢・滑川道夫・増淵恒吉 編『文法の理論と教育』西尾実・時枝誠記監修、朝倉書店〈国語教育のための国語講座 第5巻〉、1958年8月。 NCID BN04835075。全国書誌番号:48007084。
  - 熊沢龍・倉沢栄吉・阪倉篤義・永野賢・滑川道夫・増淵恒吉 編『談話と文章の理論と教育』西尾実・時枝誠記監修、朝倉書店〈国語教育のための国語講座 第6巻〉、1958年2月。 NCID BN04835199。全国書誌番号:48007085。
  - 熊沢龍・倉沢栄吉・阪倉篤義・永野賢・滑川道夫・増淵恒吉 編『言語生活の理論と教育』西尾実・時枝誠記監修、朝倉書店〈国語教育のための国語講座 第7巻〉、1958年5月。 NCID BN04835304。全国書誌番号:48007086。
  - 熊沢龍・倉沢栄吉・阪倉篤義・永野賢・滑川道夫・増淵恒吉 編『文学教育』西尾実・時枝誠記監修、朝倉書店〈国語教育のための国語講座 第8巻〉、1958年11月。 NCID BN04835381。全国書誌番号:48007087。
- 講座 現代語
  - 森岡健二・永野賢・宮地裕・市川孝 編『現代語の概説』時枝誠記・遠藤嘉基監修、明治書院〈講座 現代語 第1巻〉、1963年12月。 NCID BN0219979X。全国書誌番号:55006076。
  - 森岡健二・永野賢・宮地裕・市川孝 編『現代語の成立』時枝誠記・遠藤嘉基監修、明治書院〈講座 現代語 第2巻〉、1964年3月。 NCID BN06242904。全国書誌番号:55006077。
  - 森岡健二・永野賢・宮地裕・市川孝 編『読解と鑑賞』時枝誠記・遠藤嘉基監修、明治書院〈講座 現代語 第3巻〉、1964年4月。 NCID BN06266979。全国書誌番号:55006078。
  - 森岡健二・永野賢・宮地裕・市川孝 編『表現の方法』時枝誠記・遠藤嘉基監修、明治書院〈講座 現代語 第4巻〉、1964年2月。 NCID BN06580361。全国書誌番号:55006079。
  - 森岡健二・永野賢・宮地裕・市川孝 編『文章と文体』時枝誠記・遠藤嘉基監修、明治書院〈講座 現代語 第5巻〉、1963年11月。 NCID BN06581218。全国書誌番号:55006080。
  - 森岡健二・永野賢・宮地裕・市川孝 編『口語文法の問題点』時枝誠記・遠藤嘉基監修、明治書院〈講座 現代語 第6巻〉、1964年1月。 NCID BN05821225。全国書誌番号:55006081。
- 講座 日本語の文法
  - 松村明・森岡健二・宮地裕・鈴木一彦 編『文法論の展開』時枝誠記監修、明治書院〈講座 日本語の文法 第1〉、1968年1月。 NCID BN04386710。全国書誌番号:55007794。
  - 松村明・森岡健二・宮地裕・鈴木一彦 編『文法の体系』時枝誠記監修、明治書院〈講座 日本語の文法 第2〉、1967年11月。 NCID BN04386947。全国書誌番号:55007795。
  - 松村明・森岡健二・宮地裕・鈴木一彦 編『品詞各論』時枝誠記監修、明治書院〈講座 日本語の文法 第3〉、1967年10月。 NCID BN0438697X。全国書誌番号:55007796。
  - 松村明・森岡健二・宮地裕・鈴木一彦 編『文法指導の方法』時枝誠記監修、明治書院〈講座 日本語の文法 第4〉、1967年12月。 NCID BN04387021。全国書誌番号:55007797。
  - 松村明・森岡健二・宮地裕・鈴木一彦 編『シンポジウム時枝文法』明治書院〈講座 日本語の文法 別巻〉、1968年5月。 NCID BN04387076。全国書誌番号:55007798。

#### 作品集
- 論文集
  - 『言語本質論』岩波書店〈時枝誠記博士論文集 第1冊〉、1973年10月。 NCID BN01830461。全国書誌番号:75012933。
  - 『文法・文章論』岩波書店〈時枝誠記博士論文集 第2冊〉、1975年2月。 NCID BN00666544。全国書誌番号:75019104。
  - 『言語生活論』岩波書店〈時枝誠記博士論文集 第3冊〉、1976年10月。 NCID BN01832707。全国書誌番号:75010295。
- 著作選
  - 『日本ニ於ル言語観念ノ発達及言語研究ノ目的ト其ノ方法（明治以前）』明治書院〈時枝誠記博士著作選 1〉、1976年9月。 NCID BN00671169。全国書誌番号:75009785。
  - 『国語学への道』明治書院〈時枝誠記博士著作選 2〉、1976年11月。 NCID BN0067052X。全国書誌番号:75009786。
  - 『文章研究序説』明治書院〈時枝誠記博士著作選 3〉、1977年1月。 NCID BN00670712。全国書誌番号:77028520。
- 国語教育論集
  - 石井庄司 編『時枝誠記国語教育論集』 1巻、明治図書出版〈国語教育名著選集 5〉、1984年4月。ISBN 9784183214065。 NCID BN0200143X。全国書誌番号:84039955。
  - 石井庄司 編『時枝誠記国語教育論集』 2巻、明治図書出版〈国語教育名著選集 6〉、1984年4月。ISBN 9784183215000。 NCID BN0200143X。全国書誌番号:84039956。
- 現代国語教育論集成
  - 『時枝誠記』浜本純逸編集・解説、明治図書出版、1989年3月。ISBN 9784183942012。 NCID BN03360857。全国書誌番号:89027168。

### 論文
- 「国語学と国語教育との交渉 ――言語過程説の立場における――」『国語科教育』第1巻、全国大学国語教育学会、1952年5月、5-13頁、doi:10.20555/kokugoka.1.0_5、NAID 110006666360。
- 「小著『文章研究序説』に対する古田拡氏の批判「言語の時間性について」を読む」『日本文学』第11巻第9号、日本文学協会、1962年10月、932-938頁、doi:10.20620/nihonbungaku.11.9_932、NAID 110009995496。
- 「詞辞論の立場から見た吉本理論」『日本文学』第15巻第8号、日本文学協会、1966年8月、527-533頁、doi:10.20620/nihonbungaku.15.8_527、NAID 110009988875。
- 「言語・文章の描写機能と思考の表現」『国文学研究』第34巻、早稲田大学国文学会、1966年10月、1-9頁、NAID 120005480508。

#### 博士論文
- 「言語過程説の成立とその展開」、東京帝国大学、1943年6月2日、NAID 500000491086。